# نووخلیلوو
نووخلیلوو (انگلیسی: Novokhalilovo) یک شهرک در شهرستان دووانسکی در استان باشقیرستان کشور روسیه است.